# Martin Kollenberg
Martin Kollenberg (* 13. Juni 1965 in Gütersloh) ist ein ehemaliger deutscher Fußballspieler. Der Abwehrspieler war für Arminia Bielefeld, SG Wattenscheid 09 und Preußen Münster aktiv.

## Karriere
Kollenberg begann seine Karriere bei Westfalia Neuenkirchen und spielte danach für den SVA Gütersloh. Nach der Fusion von SVA Gütersloh mit dem DJK Gütersloh spielte er im neu entstandenen FC Gütersloh. 1986 feierte er für Arminia Bielefeld sein Profidebüt in der 2. Bundesliga. Nachdem der Verein 1988 in die Oberliga abgestiegen war, wechselte Kollenberg zur SG Wattenscheid 09. Mit Wattenscheid wurde er in der Saison 1989/90 Vizemeister der 2. Bundesliga und schaffte damit den Aufstieg in die 1. Bundesliga. Kollenberg wechselte jedoch zu Preußen Münster, mit denen er 1991 aus der 2. Bundesliga abstieg. Danach kehrte er zu Arminia Bielefeld zurück. 1995 stieg Kollenberg mit seiner Mannschaft in die 2. Bundesliga auf, wechselte allerdings zum VfL Osnabrück, wo er während der Saison 1995/96 seine Karriere beendete.
In 127 Zweitligaspielen erzielte er 13 Tore. Heute arbeitet Kollenberg für die Sportvermarktungsfirma Sportfive, wo er für Arminia Bielefeld zuständig ist.